# Quechua (marque)
Pour les articles homonymes, voir Quechua (homonymie).

Chaussure Quechua.

Quechua est une marque de produits pour la pratique de la randonnée nature et en montagne. Créée en 1997, cette entreprise est localisée à Passy en Haute-Savoie et compte environ 200 employés. Quechua propose des vêtements techniques, des chaussures, de l'équipement pour le camp et des accessoires pour randonner en toute saison et sur tout type de terrain.
Son nom a été choisi en référence aux Quechuas. Elle est vendue dans les magasins Decathlon et le site internet decathlon.fr.

## Historique

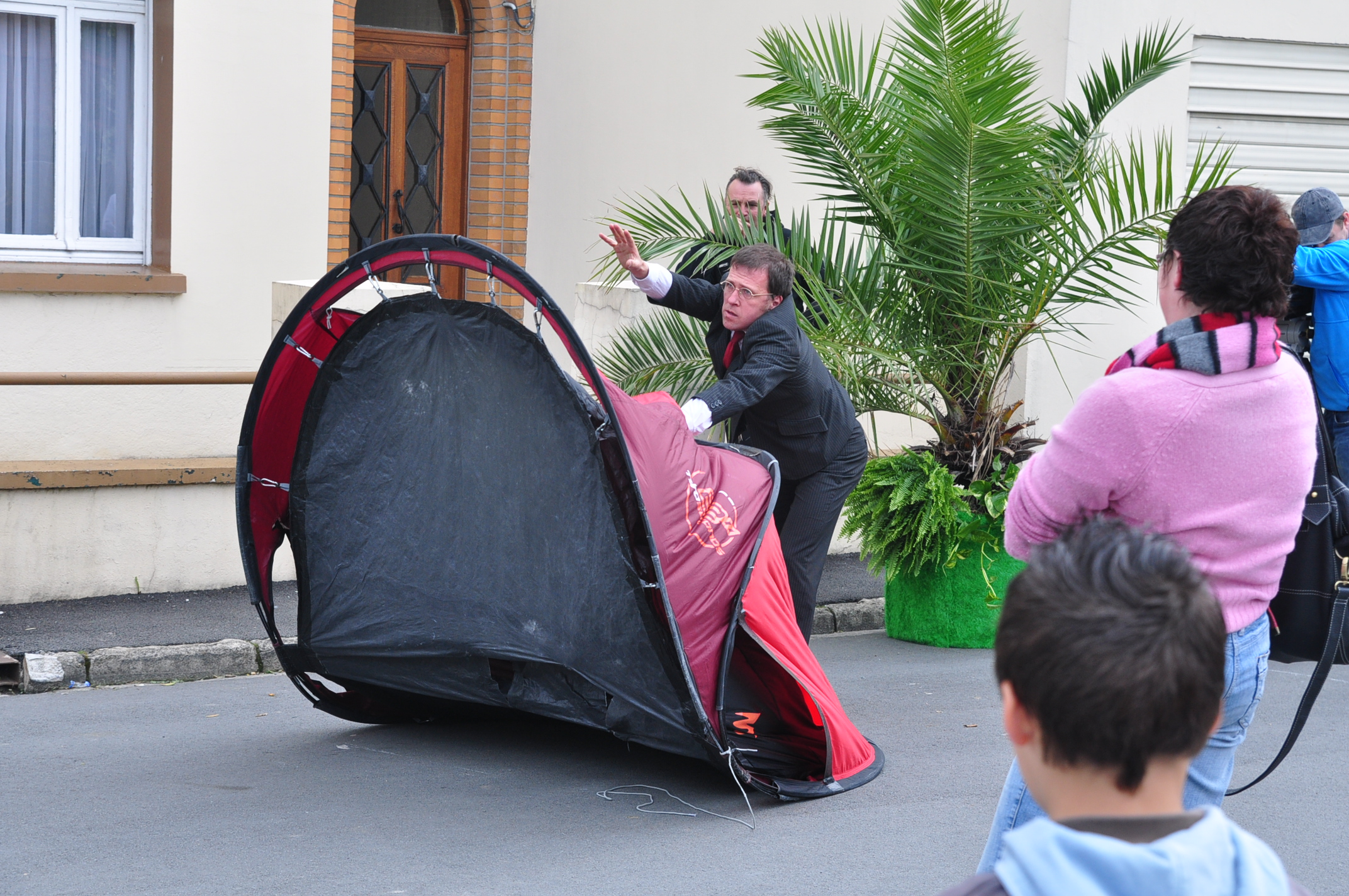
La tente Quechua 2 secondes, spectacle de la compagnie du petit monsieur.

À la suite de son ascension de l'Everest en 1997, Jean-Paul Constant invite le fondateur de Decathlon, Michel Leclercq, à installer son unité montagne en Haute-Savoie, à proximité du Mont-Blanc. Cette année marque la création de la marque « Quechua »,. Le nom fait référence aux Quechuas, un groupe de peuples d'Amérique du Sud.
Les bureaux de conception s'installent à Sallanches, dans la vallée de l'Arve, en Haute-Savoie, qui se trouve à une dizaine de kilomètres de la vallée de Chamonix et du massif du Mont-Blanc,. C'est la première fois qu'une des marques du groupe quitte la région du Nord. La première équipe est composée de neuf personnes,. L'année suivante les premiers produits spécialisés dans les sports de montagne se trouvent en rayon,.
Face au développement de l'entreprise, le site du nouveau Centre international de développement de Quechua s'installe dans la ville voisine de Domancy,. Des partenariats techniques sont établis avec des sportifs de hauts-niveaux, parmi lesquels le grimpeur David Caude (3e mondial en 2003 et champion de France d'escalade), la championne olympique française de snowboard Karine Ruby, les coureurs d'ultra-trail Vincent Delebarre et Dawa Dachhiri Sherpa ou encore l’équipe de Raid Quechua. 
À partir de 2003, le centre accueille des designers, le bureau d’études et de prototypage de la marque.
En 2006, la « tente 2 Seconds », lancée en 2005, remporte le Industrial Design Excellence Awards (IDEA) pour l'innovation de la tente instantanée. Les produits de l'entreprise gagnant en qualité permettent à Quechua d'entrer dans « le top 10 mondial des plus grandes marques de montagne à périmètre d'activité comparable ».
En 2007, les tentes 2 Seconds sont même remarquées lors d'opérations médiatiques contre la pauvreté et l'exclusion sociale.

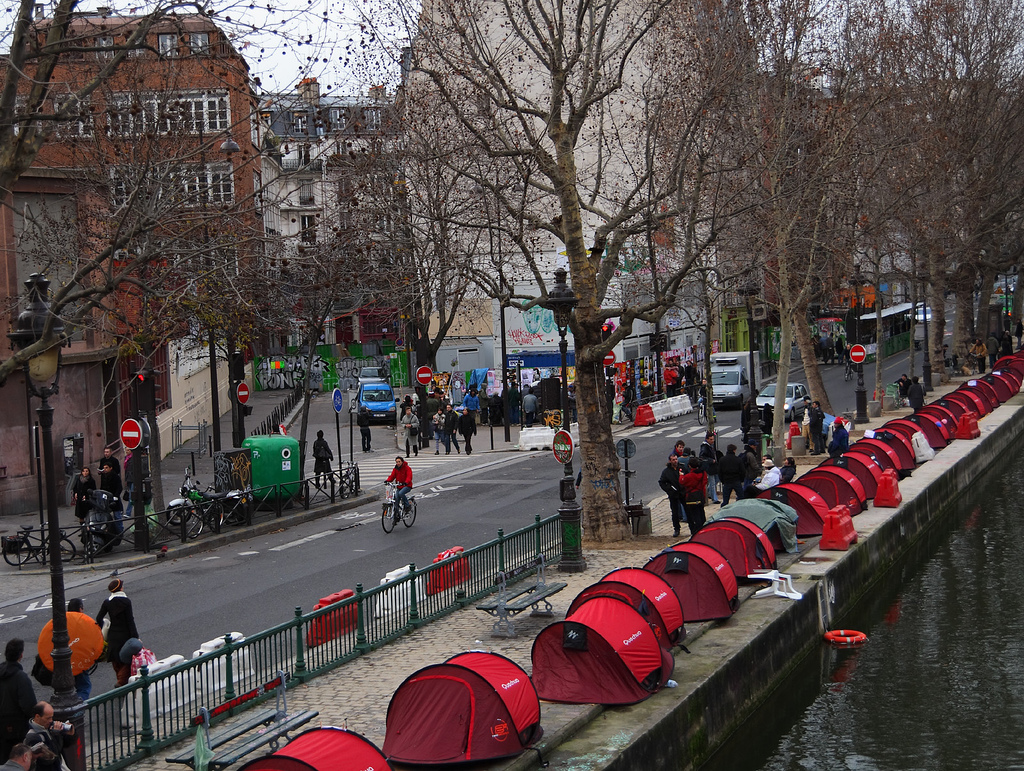
Tentes Quechua le long du canal Saint-Martin.

Durant la première décennie des années 2000, le groupe Décathlon envisage la réalisation d'un grand centre de conception à proximité du pays du Mont-Blanc. Le site de Domancy accueille plus d'une centaine de salarié. Les premiers aménagements débutent en 2011 sur un espace de 5 ha. situé sur la commune de Passy, avant de s'arrêter l'année suivante, puis d'être remis en chantier en fin d'année 2013. 
Entre-temps, l'entreprise a créé une marque dédiée à la glisse (ski, snowboard, ski de randonnée, freeride etc. ), WED'ZE, en 2007,. 
En 2008, le groupe rachète l'entreprise chamoniarde spécialisée dans l'alpinisme depuis 1860, Simond. Le développement se poursuit et en 2009, on retrouve les produits Quechua dans plus de « 450 points de vente, 25 pays de production, 5 000 collaborateurs partout dans le monde ».
Le 9 novembre 2014, Quechua inaugure les nouveaux locaux à Passy, certifiés HQE,,.  
Le complexe nommé « Mountain Store » rassemble, sur une superficie de 10 000 m2, un magasin dédié aux sports de montagne, « des espaces de travail, conception et prototypage pour [les marques] Quechua, Wed’Ze, Simond, Inovik, Forclaz »,. 
Le site regroupe désormais l'ensemble des salariés (env. 400 personnes) des anciens sites de Domancy, Sallanches et Magland. Les locaux accueillent également des lieux de restauration et « une antenne de l’office de tourisme ».

## Récompenses
- 2006 : deux IF Design Award[9], « tente 2 Seconds » remporte le Industrial Design Excellence Awards (IDEA) pour l'innovation de la tente instantanée[6].
- hiver 2006-2007 : la médiatisation des campements de tentes pour sans-abris des Enfants de Don Quichotte fait une publicité involontaire pour les tentes Quechua[10].
- 2007 : 3 IF Design Awards pour la Veste Forclaz 900, les chaussures Arpenaz 700 lady et la tente 2seconds Air[11].
- 2008 : 3 IF Design Awards pour le All in One Sleeping Bag, le SSV Forclaz et la veste Bionassay 500[12].

## Les partenariats techniques
Quechua est partenaire des accompagnateurs en moyenne montagne et de l’Institut de formation et de recherche en médecine de montagne.